# 石春来
石春来（1931年—），河北黄骅人，中华人民共和国政治人物、外交官。

## 生平
1987年，接替李超，担任中华人民共和国驻墨西哥大使。1990年，接替张再，担任中华人民共和国驻澳大利亚大使。1993年，由华君铎接任。